# Rossella Seno
Rossella Seno (Venezia, 5 luglio 1968) è una cantante e attrice italiana.

## Biografia
Dopo aver frequentato la Scuola del Teatro a l'Avogaria di Venezia fondata da Giovanni Poli si dedica inizialmente alla musica alternando l'attività di cantante (registra in studio anche con Piercarlo D'amato e Lucio Quarantotto) a quella di modella, poi si trasferisce a Roma continuando gli studi teatrali e musicali con Carlo Merlo dell'Accademia nazionale d'arte drammatica, seguendo il Metodo con Francesca De Sapio, Beatrice Bracco e Michael Margotta, tutti membri dell'Actors Studio. Nel 1994 partecipa come corista in studio nello spettacolo televisivo Numero Uno condotto da Pippo Baudo. È protagonista di vari spot nazionali, tra cui Lavatrice San Giorgio, Pasta Barilla, Colomba Tre Marie, Panorama Omnia,  inoltre partecipa come attrice protagonista ad una o più puntate di importanti fiction e serie televisive (La dottoressa Giò, Carabinieri, Il bello delle donne, La squadra e Un posto al sole). Nel 1999 partecipa ad uno dei tre episodi dell'opera prima di Andrea Zaccariello Boom, film per il cinema.
Nel 2004 è assistente alla regia di Edoardo Siravo nel melodramma Simon Boccanegra. Nel 2005 è la voce femminile nel decimo album del cantautore Mario Castelnuovo dal titolo Com'erano venute buone le ciliegie nella primavera del '42 assieme a Lina Wertmüller ed Athina Cenci (voci recitanti).
Nel 2006 è la protagonista dello spettacolo La Rossa di Venezia (scritto da Giò Alajmo con la regia di Claudio Insegno andato in scena al Piccolo Ambra Jovinelli di Roma, il cui titolo deriva da una canzone inedita di Mario Castelnuovo scritta appositamente e interpretata dalla stessa Seno. Sempre nel 2006 è tra le protagoniste di Sex in the City di Luca Biglione, regia di Fabio Crisafi, al Teatro Testaccio e alla Sala Umberto.
Nel 2008 recita nel film Adius. Piero Ciampi ed altre storie di Ezio Alovisi, dedicato al cantautore livornese Piero Ciampi, interpretando il brano L'amore è tutto qui, con una intensa modalità di recitar-cantando, guidata e accompagnata dal M°Lilli Greco, contenuto nell'Ep E il tempo se ne va. Rossella Seno canta Piero Ciampi (con Io e te Maria, Ha tutte le carte in regola, oltre all'inedito che dà il titolo al progetto, rielaborato musicalmente da Gianni Marchetti e per il testo da Ezio Alovisi.
Presentato in anteprima al Premio Ciampi 2008, riceve un Premio Speciale per l'interpretazione e il brano viene inserito nel cd+dvd Piero Ciampi, le canzoni e le sue storie, pubblicato nel gennaio 2010 dalla Sony Music.
Nel 2011 è voce narrante per la rappresentazione teatrale per le scuole dal titolo Evviva l'Italia, su testo di Giampiero Darini, in occasione del 150º Anniversario dell'Unità d'Italia.
Il 19 ottobre 2012 al Teatro C di Livorno è avvenuta la presentazione della compilation Cosa resta di Piero Ciampi,  che raccoglie contributi dei tanti artisti che negli ultimi anni hanno realizzato omaggi al grande artista livornese, tra cui l'inedito E il tempo se ne va, cantato da Rossella Seno.
È stato presentato in anteprima all'Arciliuto di Roma, all'interno della rassegna “Per chi suona la campana”, il recital Ah, Piero Ciampi, di e con Rossella Seno,  canzoni, testi poetici, video, registrazione della voce stessa di colui che ebbe “tutte le carte in regola per essere un artista”, con Giuliano Valori al piano e Andrea Esposito alla chitarra.
Il 12 dicembre 2013 debutta con Cara Milly - parole d'amore e di guerra già cantate da Carla Mignone - di Giuseppe De Grassi al Teatro Arciliuto - Roma.
Fa inoltre parte del progetto Il cielo degli orsi, avviato dal cantautore Paolo Fiorucci, in favore della tutela dell'orso con Luna su di me, di Fiorucci-Germini, brano successivamente editato dalla CNI. Parte del ricavato delle vendite andranno ad Animals Asia, associazione che si occupa della protezione e liberazione degli orsi della luna dalle fattorie della bile.
È stata testimonial della ONLUS  "Ti amo da morire" contro il femminicidio.
Dal 2007 al 2014 è stata una delle voci di Prima Pagina del TG5.
Il 19 settembre 2015 e il 24 settembre 2016 partecipa ad Animal aid Live, il primo concerto in favore dei diritti di tutti gli animali - Piazza del Popolo - Roma.
Il 12 aprile 2017 presenta al Teatro Arciliuto di Roma  "Puri come una bestemmia" -  con il cantautore e bluesman Lino Rufo e il chitarrista Yuki Rufo. Uno spettacolo di canzone-teatro-denuncia,  sugli "ultimi".
Dal 31 marzo 2020 arriva in radio La chiamano strega, il primo singolo estratto dal nuovo disco Pura come una bestemmia pubblicato il 3 aprile dello stesso anno da Azzurra Music, che vede le collaborazioni di Mauro Ermanno Giovanardi, Lele Battista, Massimo Germini, Pino Pavone, Federico Sirianni, Lino Rufo, Michele Caccamo, Piero Pintucci, Matteo Passante.

## Discografia
- Com'erano venute buone le ciliegie nella primavera del '42 di Mario Castelnuovo, Rai Trade, (2005)
- E il tempo se ne va. Rossella Seno canta Piero Ciampi – ArtTape/CNI Music, (2009)
- Piero Ciampi le canzoni e le sue storie – Sony Music, (2010)
- Cosa resta di Piero Ciampi - Arroyo Records, (2012)
- Luna su di me (Fiorucci-Germini) - dal progetto Il cielo degli orsi (2013)
- A tutti buonasera (P. Pavone - F. Bianchini)
- Pura come una bestemmia - Azzurra Music, (2020)
- La Figlia di Dio - Azzurra Music/ Disobedience Associazione Culturale (2023)

## Programmi televisivi
- La dottoressa Giò, (1997-1998)
- Sei forte maestro - serie televisiva
- Carabinieri, (2002-2008)
- Il bello delle donne, (2001-2003)
- La squadra, (2000-2007)
- Un posto al sole, (1996-2012)

## Spettacoli teatrali
- La Rossa di Venezia, di Giò Alajmo, regia di Claudio Insegno, andato in scena nel 2005.
- Sex in the city, di Luca Biglione, regia di Fabio Crisafi, andato in scena nel 2006
- Adius - ouverture in forma teatrale - regia Ezio Alovisi
- Ciampi o Brautigan - regia di Ezio Alovisi
- Ah, Piero Ciampi - di e con Rossella Seno
- Cara Milly - parole d'amore e di guerra già cantate da Carla Mignone (di G. De Grassi)
- Puri come una bestemmia - con Rossella Seno, Lino Rufo e Yuki Rufo
- L'Amore Nero - con Lino Rufo e Diego Vasapollo
- Io sono Eterna

## Filmografia

### Attrice
- Boom, regia di Andrea Zaccariello (1999)
- Femminile, singolare, regia di Claudio Del Punta (2000)
- Adius, Piero Ciampi ed altre storie, regia di Ezio Alovisi (2008)